# Elliptio nigella
Elliptio nigella (Lea, 1852), era una especie de molusco bivalvo  de la familia Unionidae. Elliptio nigella se encuentra con mayor frecuencia en hábitats de aguas rápidas y poco profundas, con bolsas de arena alrededor de la base de las rocas grandes y en cavidades de cantos rodados y bloques grandes de piedra caliza.

## Distribución geográfica
Fue  endémica de los  Estados Unidos. 